# Leiobunum relictum
Leiobunum relictum is een hooiwagen uit de familie Sclerosomatidae.